# 八幡屋礒五郎
株式会社八幡屋礒五郎（やわたやいそごろう）は、長野県長野市に所在する七味唐辛子メーカーである。江戸時代の元文元年（1736年）初代の勘右衛門より約280年以上続く老舗である。
東京・浅草寺のやげん堀、京都・清水寺の七味家と共に、日本三大七味唐辛子に数えられる。
しばしば、「八幡屋磯五郎」と誤記されることもあり、「社名漢字表記のお願い」と題した文書を配布した。

## 概要
鬼無里村（現 長野市鬼無里）出身の初代・勘右衛門が、善光寺境内で唐辛子を売りだしたのが始まりである。のち、三代・儀左衛門の代からは境内の中でも「一等地」である御高札前に店を張ることを許される。軽くかさばらない土産物として人気を集め、御朱印を頂く御高札「善光寺参りの手形」とまで言われた。
七代・栄助の代には、善光寺境内の入口であり、当時長野市の中心であった大門町に店舗を構えるまでになった。現在では長野県内各土産店・スーパーはもちろんのこと、日本国内では百貨店を中心に20都道府県に取扱店がある。
2014年（平成26年）末には、七味唐辛子の材料となる紫蘇・胡麻・柚子等を用いたスイーツを供する「横町カフェ」を開業している。

## 沿革
- 1736年（元文元年） - 初代勘右衛門が、善光寺堂庭で唐辛子の販売を始める
- 1952年（昭和27年） - 店舗を長野市大門町に移転（大門町店）
- 1953年（昭和28年）4月1日 - 有限会社八幡屋礒五郎設立。本社・工場は長野市桜枝町
- 2000年（平成12年）12月 - 本社・工場を長野市柳町の現在地に移転
- 2005年（平成17年）10月1日 - 株式会社八幡屋礒五郎設立 - (有)八幡屋礒五郎を有限会社八幡屋プロダクツに社名変更[3]
- 2007年（平成19年）3月6日 - 株式会社八幡屋ファーム設立[4]
- 2008年（平成20年）3月 - 本店を改築
- 2011年（平成23年）5月 - (有)八幡屋プロダクツが、AC長野パルセイロアイスリンク（長野市桐原二丁目）を開業
- 2014年（平成26年）
  - 6月 - (株)八幡屋礒五郎が、牟礼工場（上水内郡飯綱町）を開設
  - 12月27日 - (株)八幡屋礒五郎が、横町カフェ（長野市横町）を開業
- 2015年（平成27年）
  - 3月7日 - MIDORI長野店オープン、同時に本店・横町カフェ・MIDORI長野店でSuicaでの決済が可能となる

- 2020年（令和2年）
  - 3月6日 - 輸送配達用トラック「くるま缶」がデビュー
  - 9月16日 - 軽井沢店が軽井沢駅にオープン

## 特色

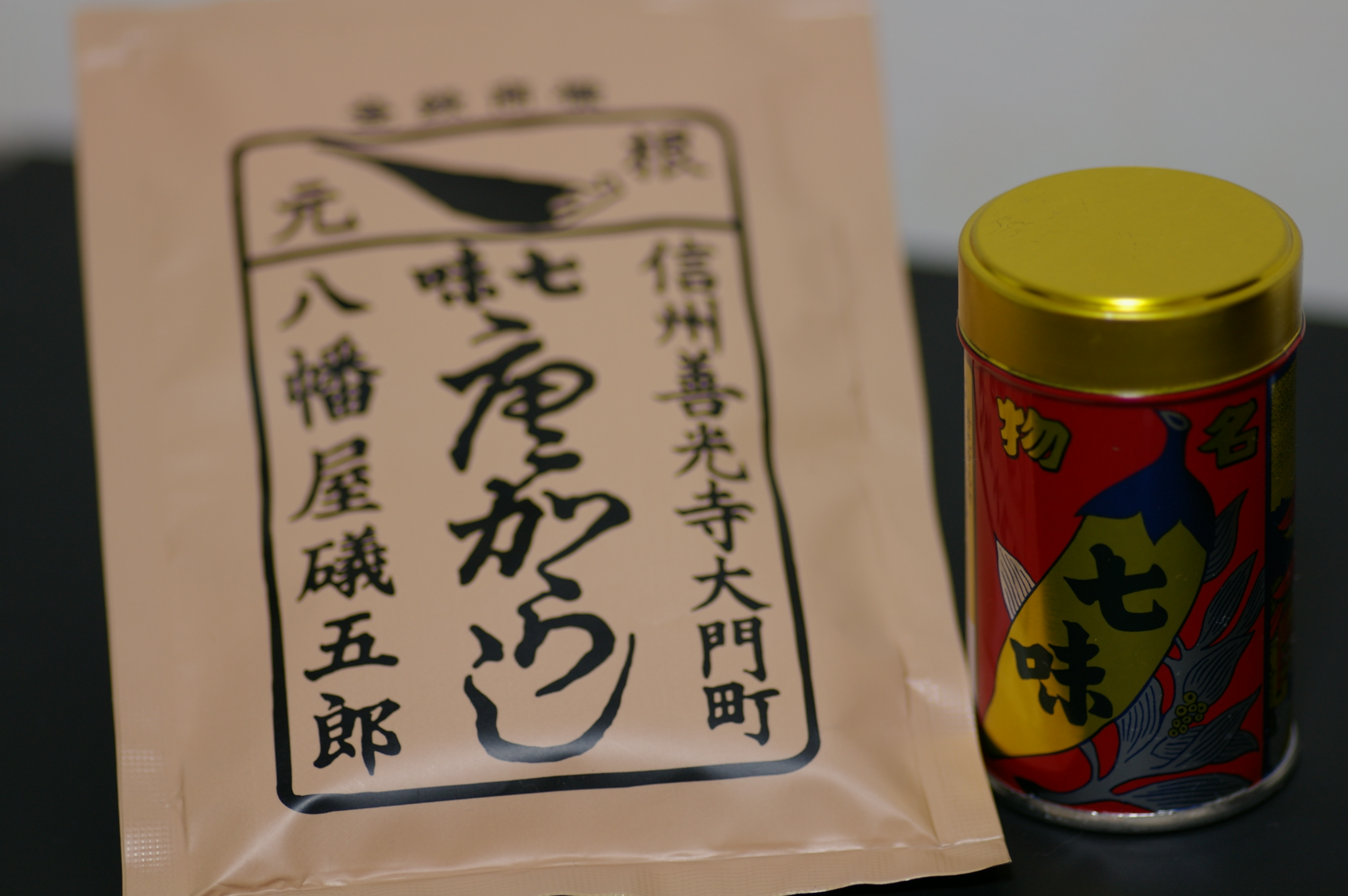
八幡屋礒五郎の包装

日本三大七味唐辛子の一角であるため他の商品にはない独特な特徴がある。
- 寒冷地である長野の気候を考慮し生姜を入れているため、同類商品の中でも香りと辛味が強い。
- 商品外装や店名などに「本家」ではなく「根元」を冠している。
- 江戸末期の木版画の押印判を用いた意匠を七味唐辛子詰め替え用の外装袋に使用している。
- 主力商品である七味唐辛子の容器として一般的なガラス瓶や木製容器ではなく、特注のブリキ缶を使用している。これは大正十三年（1924年）に当時56歳だった六代目栄助が考案したもので、最も有名な赤地に斜めに描かれた唐辛子と善光寺を配した赤色が特徴の「七味唐辛子缶」をはじめ、柚のイラストを追加し色を黄色に変更した「ゆず七味缶」のようなそれぞれの商品の特徴を表した物、長野県内でその年にあった出来事をモチーフにした「イヤーモデル缶」、顧客が独自にイラストや文章、ロゴマークを入れられる「アニバーサリー缶」といった、数多くのデザインがある。

## 商品一覧

### 香辛料等
- 七味唐からし
  - 七味唐からし - 一般的な七味唐辛子
  - ゆず七味 - 荒挽きの柚子皮を加えたタイプで香りが強い
  - 深煎七味 - 白胡麻を加え青海苔と柚子で香りを整えた七味
  - カスタムブレンド - 9種の唐辛子と30種の素材から指定に応じて店舗で調合する。直営店でのみ取扱
- 一味唐からし
  - 焙煎一味 - 蕃椒のみの一般的な一味唐辛子
  - BIRD EYE - 焙煎一味の激辛タイプ
- 七味ガラム・マサラ
- 拉麺七味
- 山椒七味
- 粉山椒
- 七味ごま
  - 七味ごま
  - 梅七味ごま
  - カレー七味ごま
- 金箔七味
- 料理用唐辛子
- 煎り胡麻
- 七味ダース - 七味唐からしの詰め合わせ。いずれも0.2g×12袋
- KONGEN SPICE
- 八幡屋礒五郎の種

#### イヤーモデル缶
2006年（平成18年）から、七味唐からし缶の通常善光寺本堂の絵柄が入る位置に、各年の長野市または長野県内の出来事や周年記念を迎える事象にまつわる絵柄を入れた「イヤーモデル缶」を毎年発売している。
- 2006年（平成18年） - 「映画缶」（長野グランドシネマズ開館記念。絵柄は同館の外観）
- 2007年（平成19年） - 「川中島缶」（大河ドラマ「風林火山」放送記念。絵柄は武田信玄・山本勘助と上杉謙信）
- 2008年（平成20年） - 「三門缶」（善光寺三門の平成大修理記念。絵柄は同三門）
- 2009年（平成21年） - 「御開帳缶」（善光寺御開帳記念。絵柄は中日庭義大法要の様子）
- 2010年（平成22年） - 「松代缶」（松代城築城450年記念。絵柄は松代城太鼓門）
- 2011年（平成23年） - 「AC長野パルセイロ缶」（AC長野パルセイロJFL昇格記念。絵柄は同チームのロゴで缶の色はクラブカラーの橙色）
- 2012年（平成24年） - 「電車缶」（長野電鉄2000系電車引退記念。絵柄は同車両D編成）
- 2013年（平成25年） - 「動物缶」（長野市茶臼山動物園開園30周年記念。絵柄は茶臼山動物園の動物たち）
- 2014年（平成26年） - 「戸隠缶」（戸隠スキー場開場50周年記念。絵柄は戸隠スキー場とマスコット「とがっきー」）
- 2015年（平成27年） - 「2-7缶」（北陸新幹線延伸記念。絵柄はJR東日本E2系・E7系）、「御開帳缶」（絵柄は平成21年に同じ）
- 2016年（平成28年） - 「芸術缶」（長野市芸術館開館記念。絵柄は長野市芸術館と前身の長野市民会館、缶の色は芸術館のアルミ素材色ウォームシルバー）
- 2017年（平成29年） - 「ながの銀嶺国体缶」（第72回国民体育大会長野冬季大会記念。絵柄は冬季競技をするアルクマのイラスト7点で缶の色は白。）
- 2018年（平成30年） - 「特急あずさ缶」（特急「スーパーあずさ」E353系登場記念。絵柄はE353系と旧スーパーあずさ用車両のE351系で缶の色は緑。）
- 2019年（平成31年 / 令和元年） - 「雪猿缶」（地獄谷野猿公苑開苑55周年記念。絵柄は野猿公苑の温泉と岩場の猿で缶の色は白、「名物七味」の部分にも猿をあしらい七味も通常の緑山椒に代えて猿に因んだ赤い花椒を配合。）
- 2020年（令和2年） - 「軽井沢缶」（軽井沢駅旧駅舎開業110周年・しなの鉄道「ろくもん」運行開始6周年記念。絵柄はろくもんのデザインを手がけた水戸岡鋭治が担当し軽井沢駅旧駅舎の正面図とろくもん車両の前面とシンボルマークで缶色はオレンジ。）
- 2021年（令和3年） - 「城山缶」（長野県立美術館リニューアル・長野市城山動物園60周年記念。絵柄は県立美術館と城山動物園の動物、缶の色は上部の赤から下部の白へのグラデーション。）
- 2022年（令和4年） - 「御開帳缶」（この年に行われた7年に1度の善光寺の御開帳中日庭儀の様子を描いた、紫色の缶。）
- 2023年（令和5年） - 「松本缶」（松本市にある2つの国宝である旧開智学校と松本城が描かれた、明るい空色の缶。枠がなく缶の全面に絵柄が描かれていた。）
- 2024年（令和6年） - 「百年缶」（1924年の缶入り七味の発売から100周年を迎えたことを記念し、当時の缶デザインを復刻したもの。）
- 2025年（令和7年） - 「小海線缶」（小海線の前身である佐久鉄道の路線開業から110周年を迎えることと、同線で運用されるキハ110系気動車に因んだもの。）

各年の題材
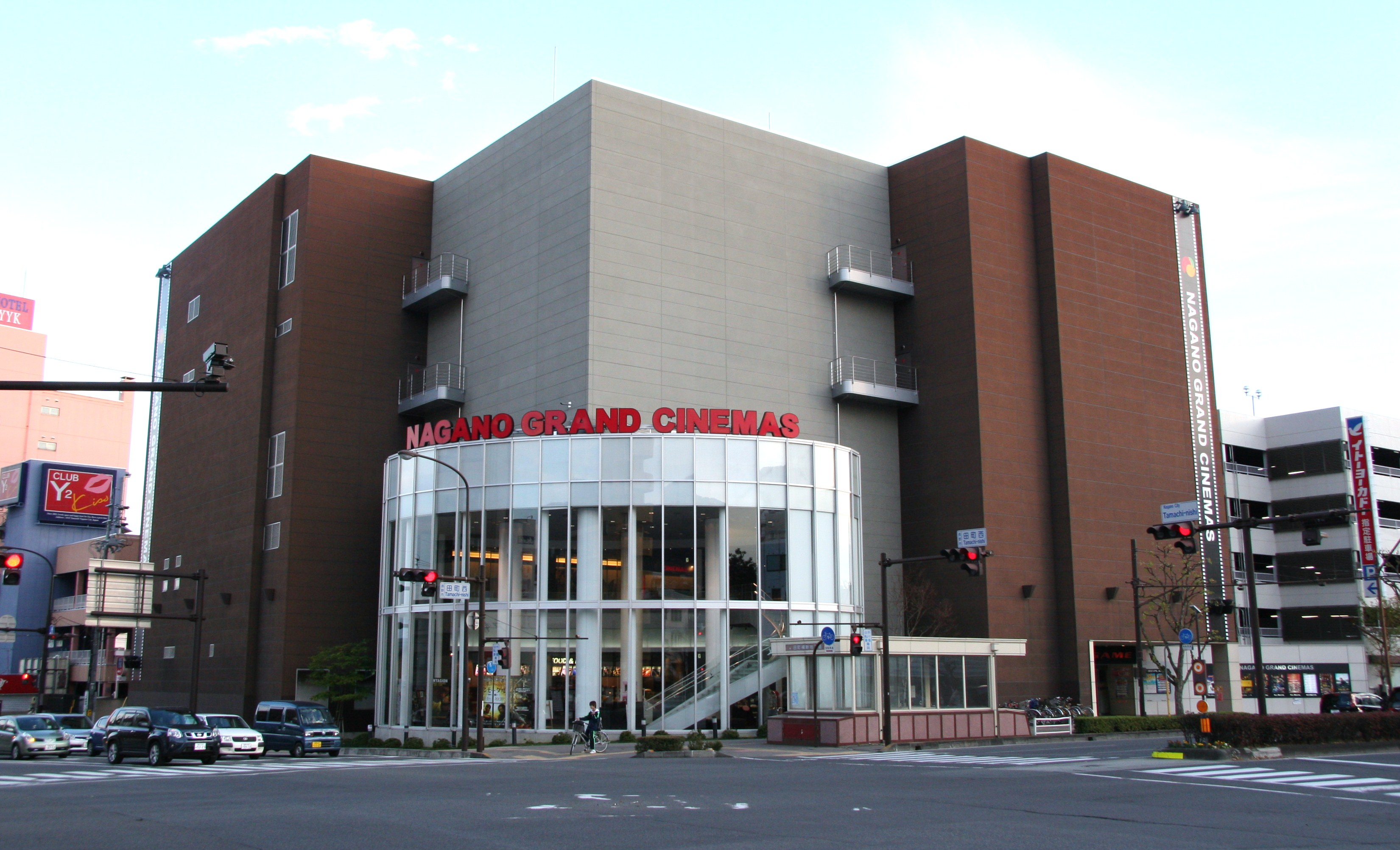
2006年「映画缶」 - 長野グランドシネマズ
2007年「川中島缶」 - 武田信玄・上杉謙信
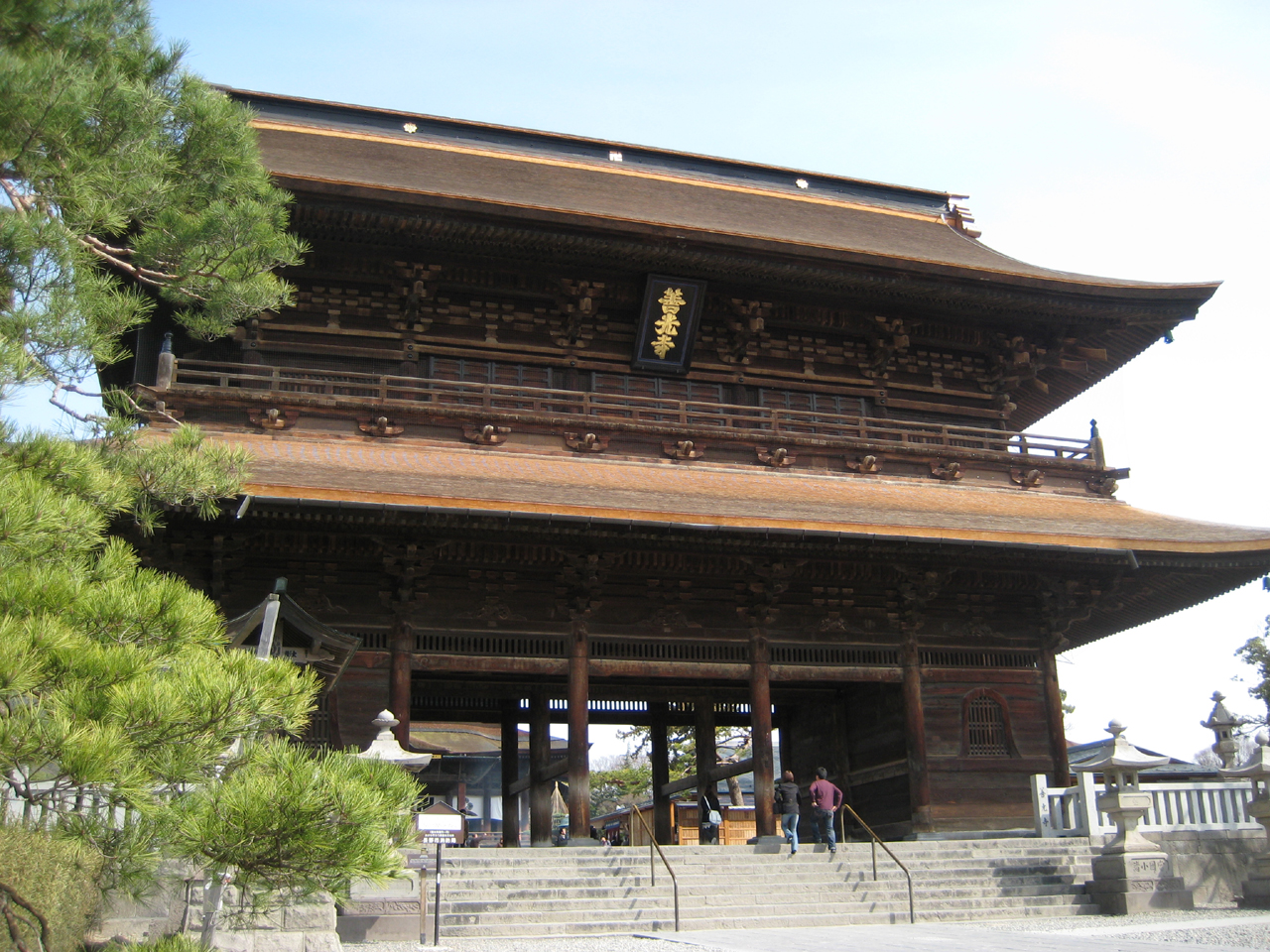
2008年「三門缶」 - 善光寺三門
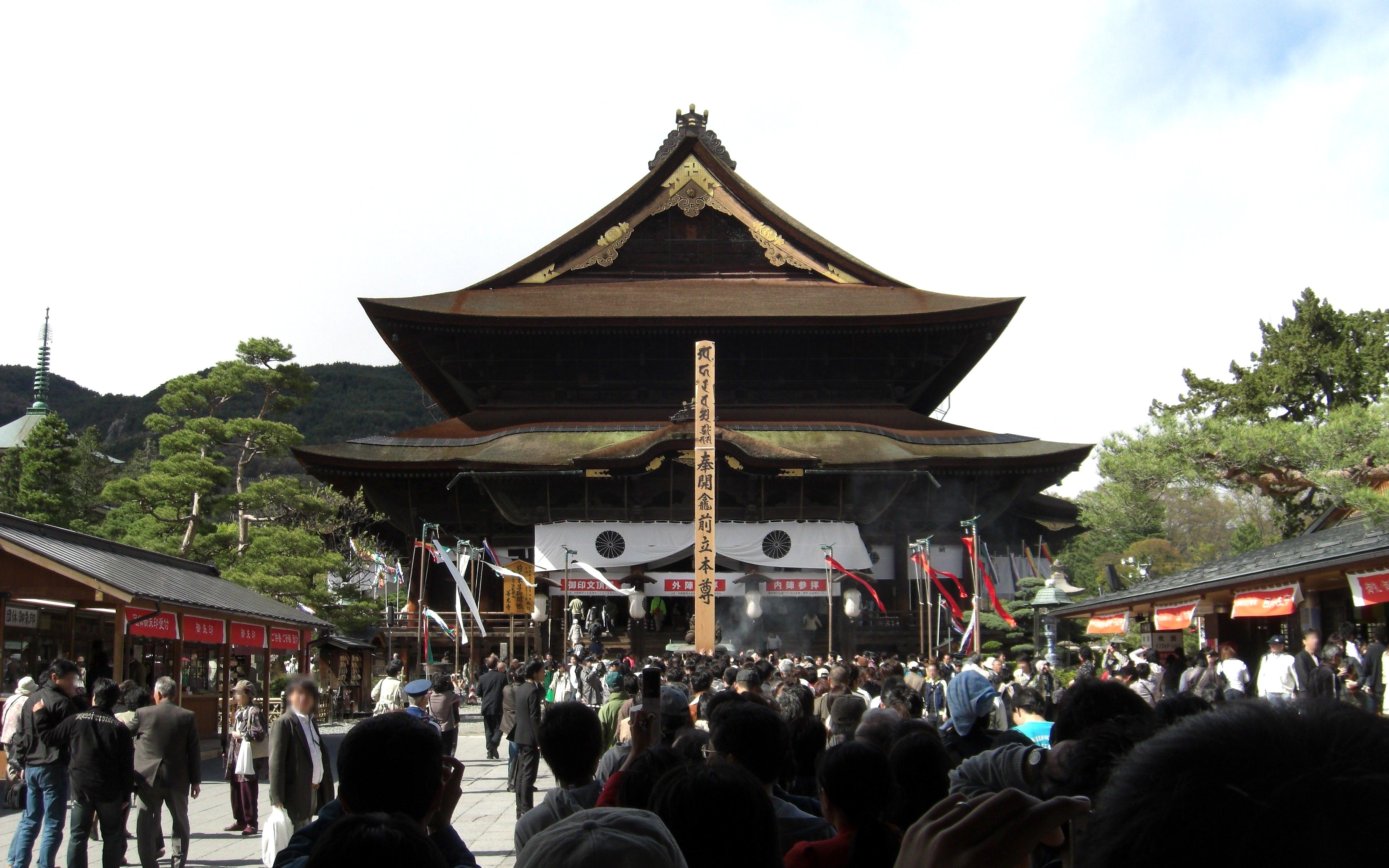
2009・2015年「御開帳缶」 - 善光寺御開帳
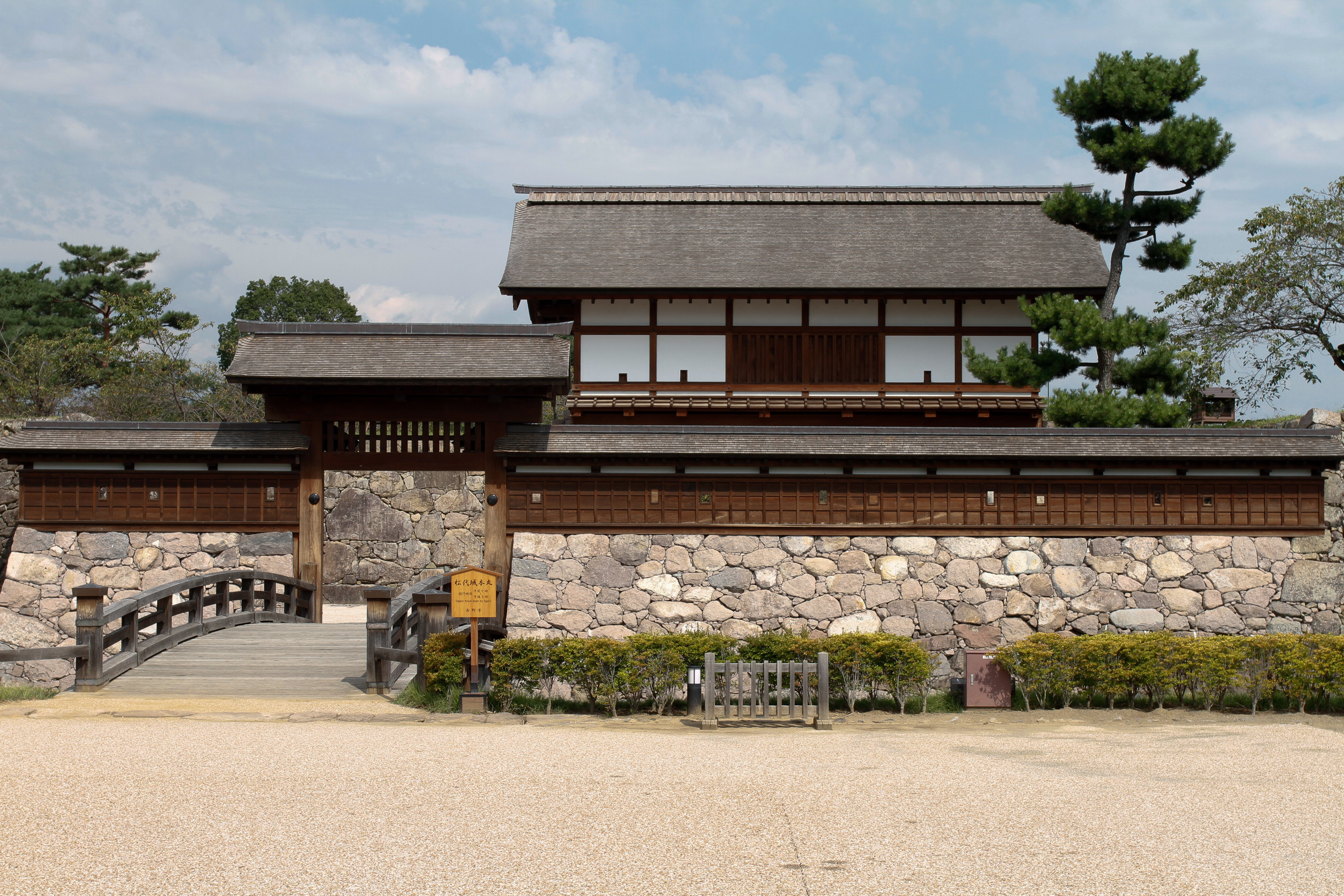
2010年「松代缶」 - 松代城太鼓門
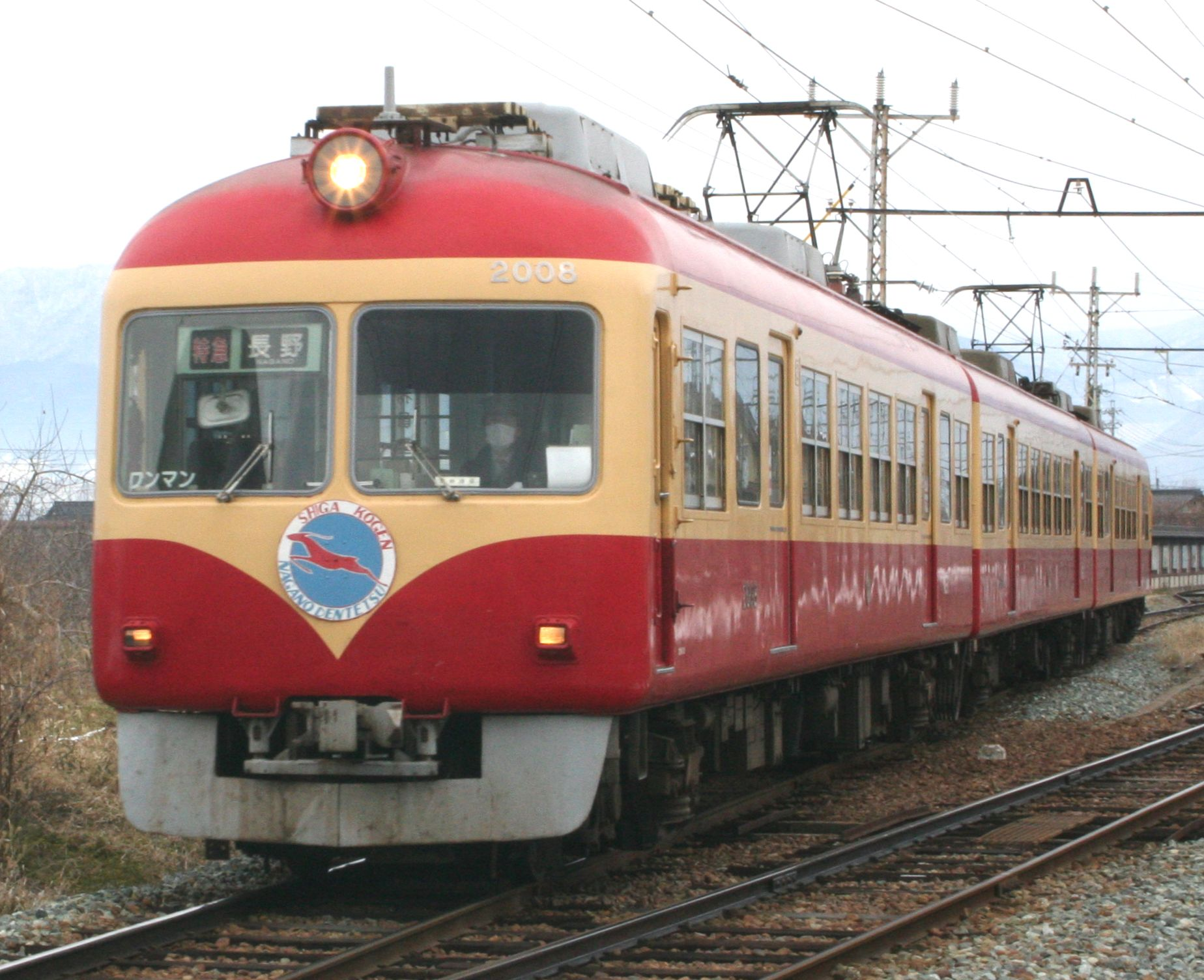
2012年「電車缶」 - 長野電鉄2000系電車
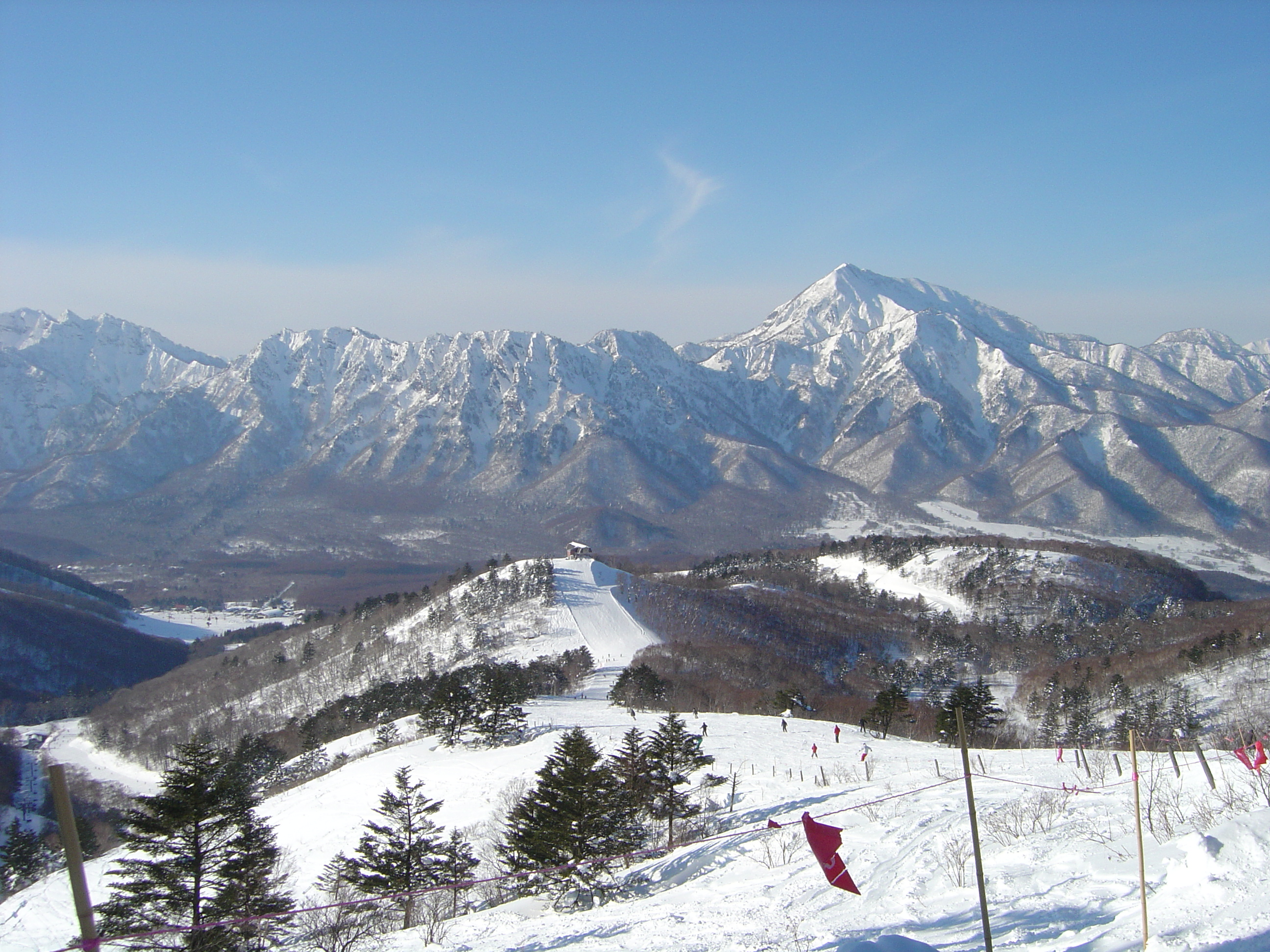
2014年「戸隠缶」 - 戸隠スキー場
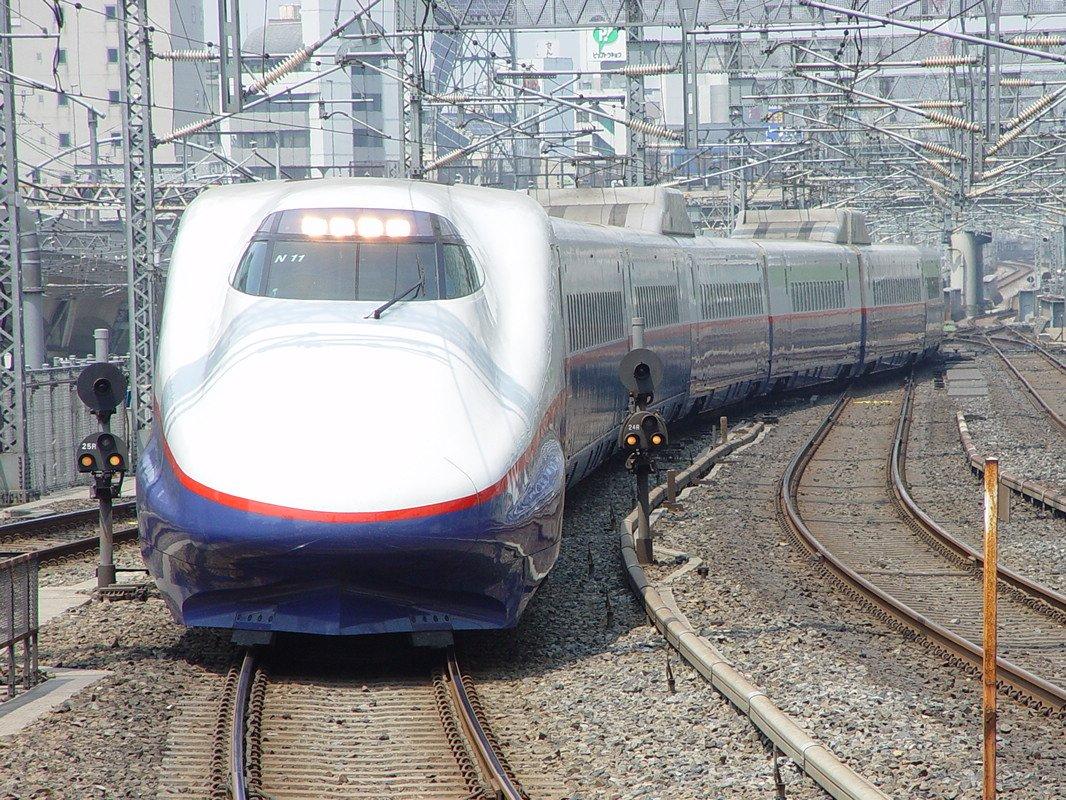
2015年「2-7缶」 - 新幹線E2系電車
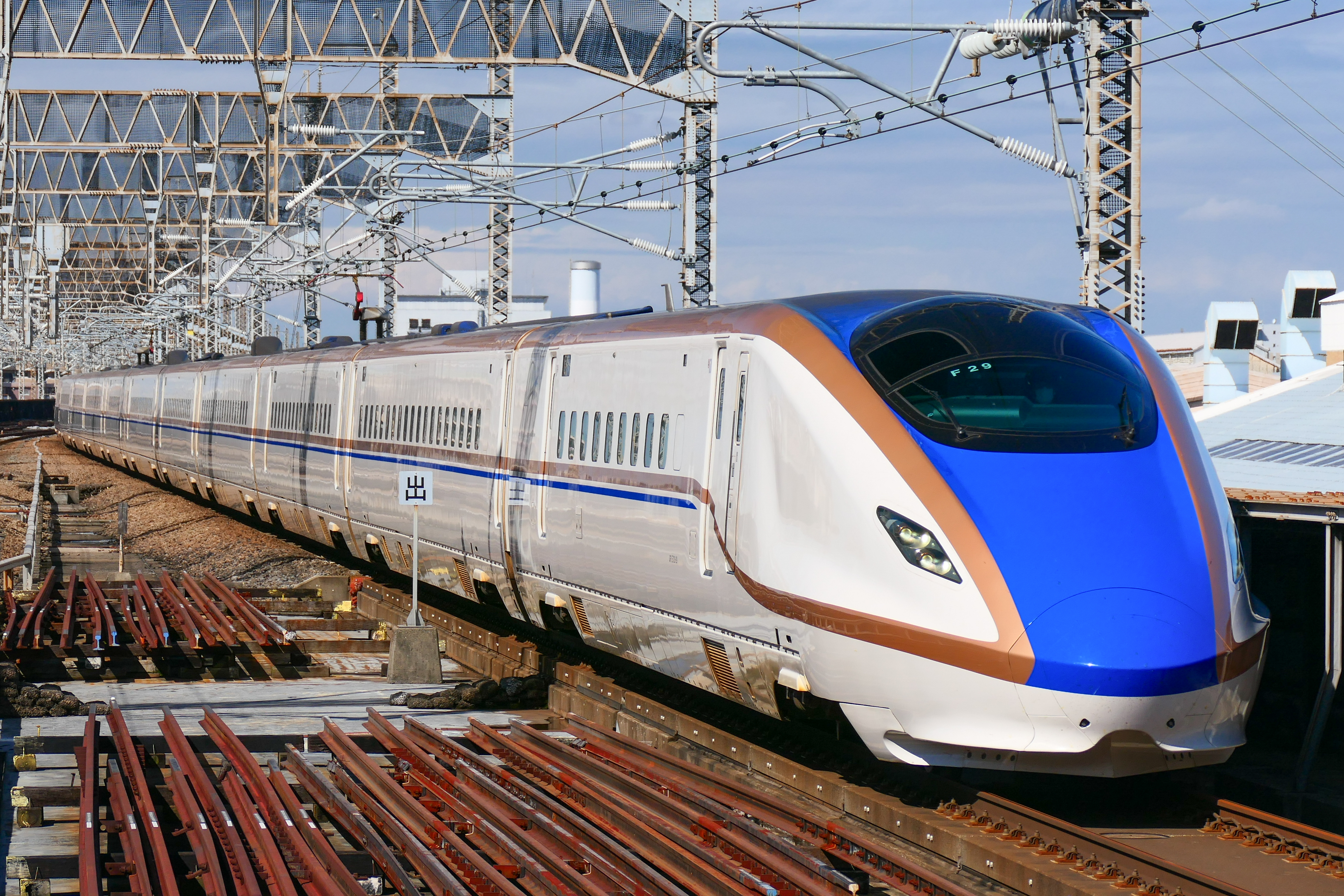
2015年「2-7缶」 - 新幹線E7系電車
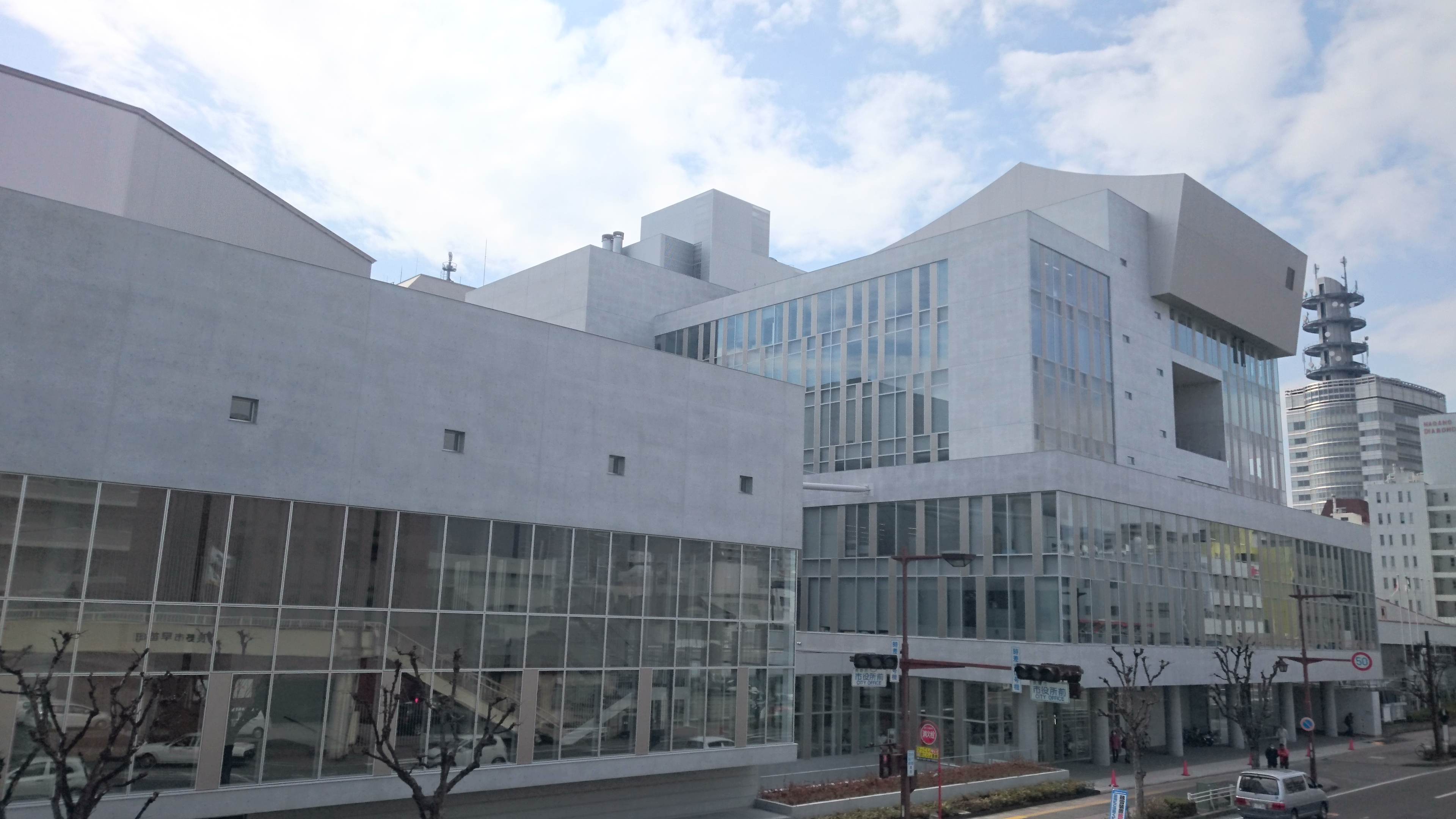
2016年「芸術缶」 - 長野市芸術館
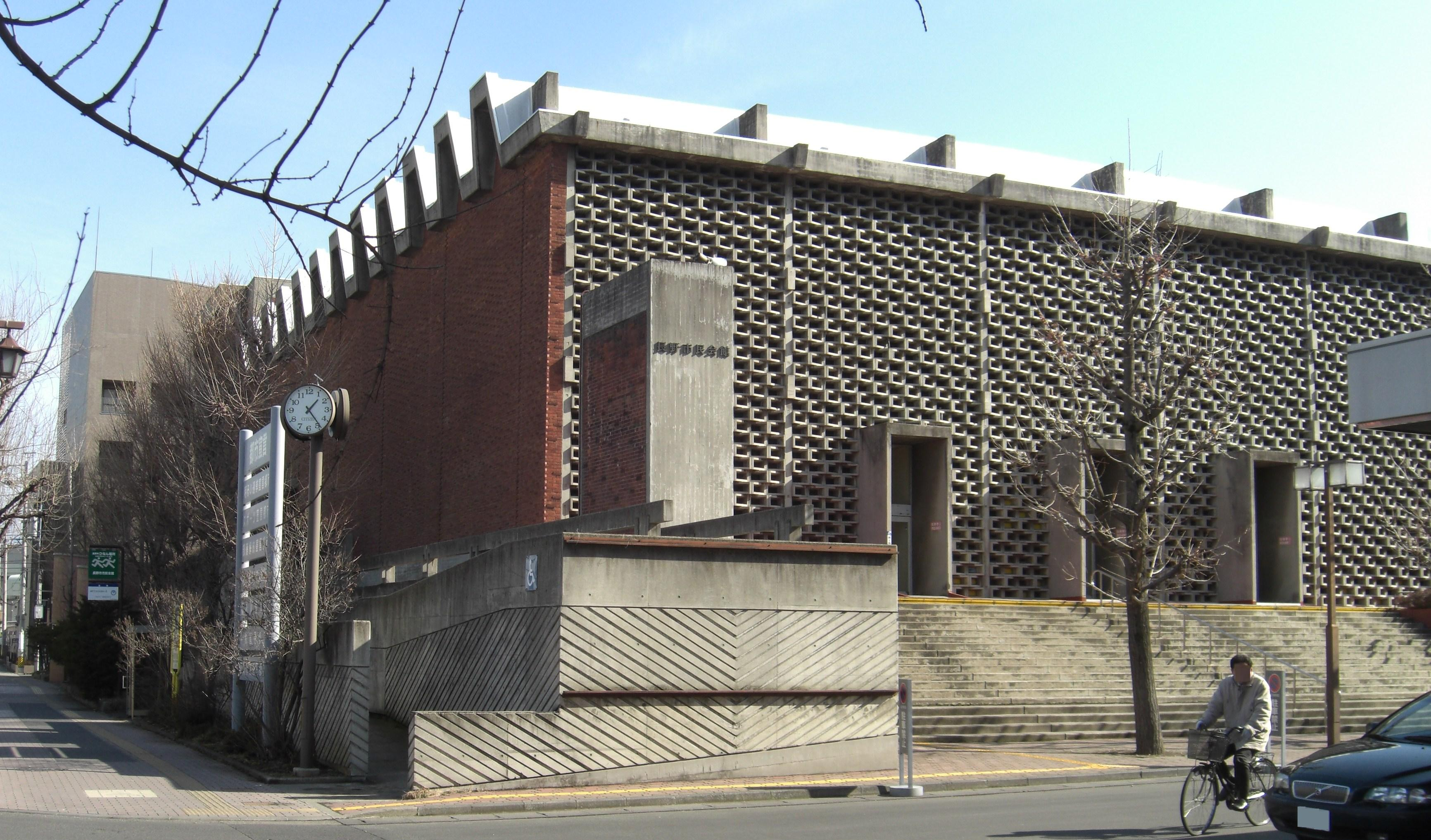
2016年「芸術缶」 - 旧長野市民会館
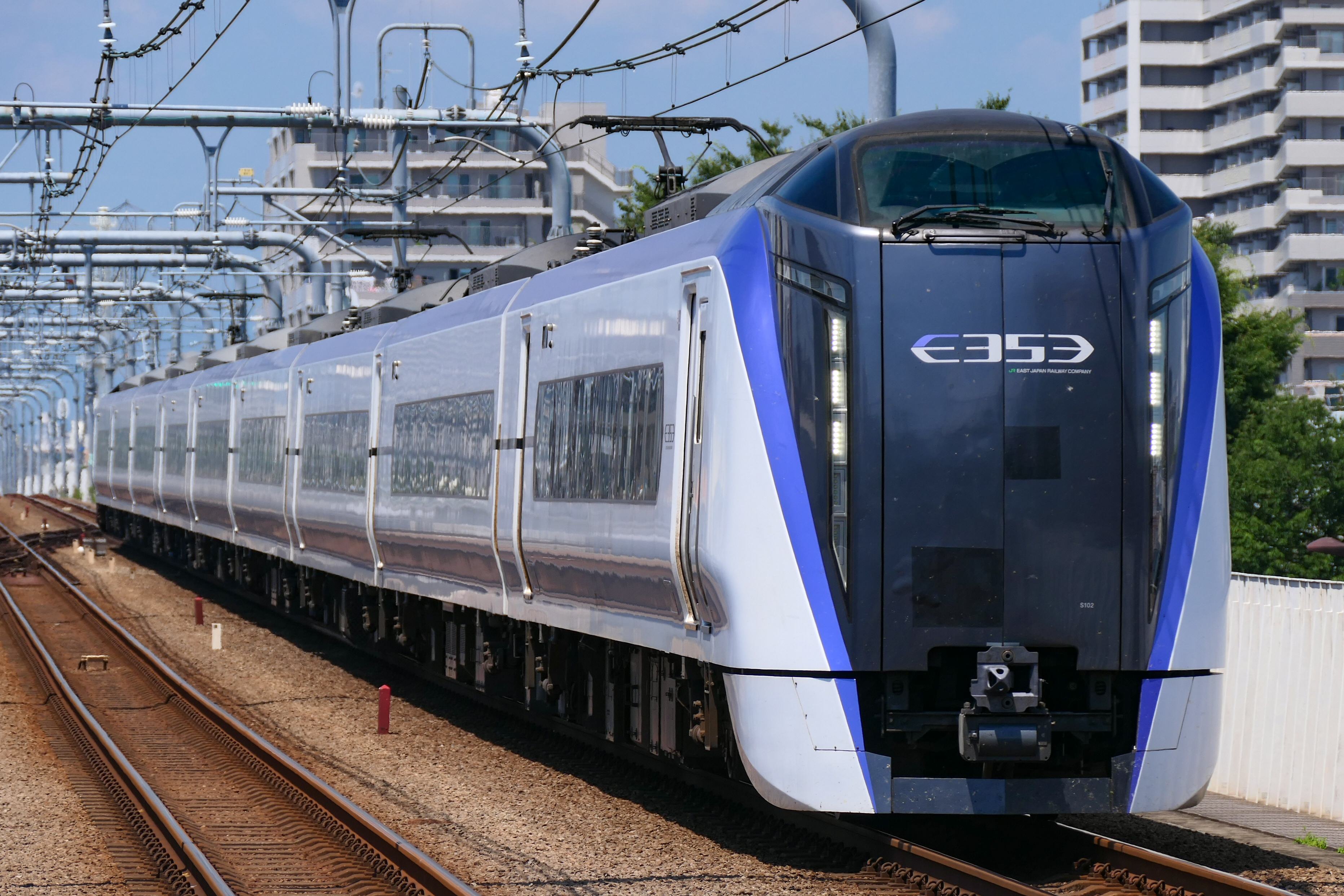
2018年「特急あずさ缶」 - E353系特急電車
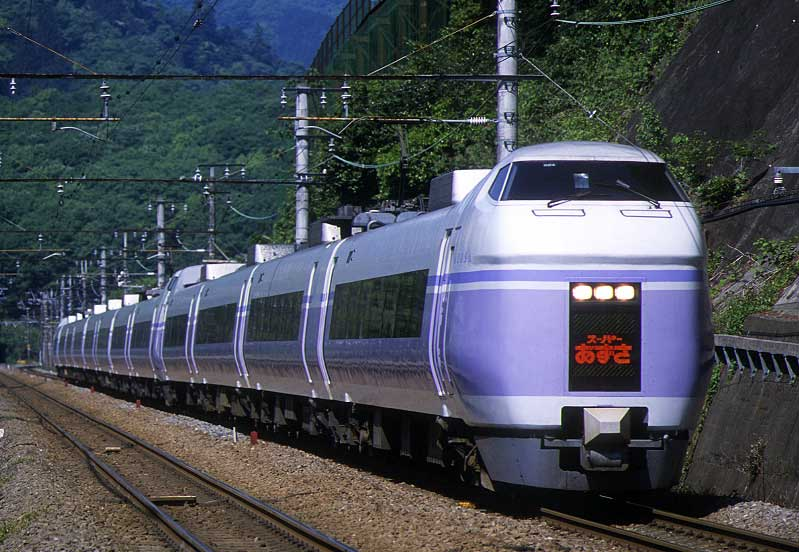
2018年「特急あずさ缶」 - E351系特急電車
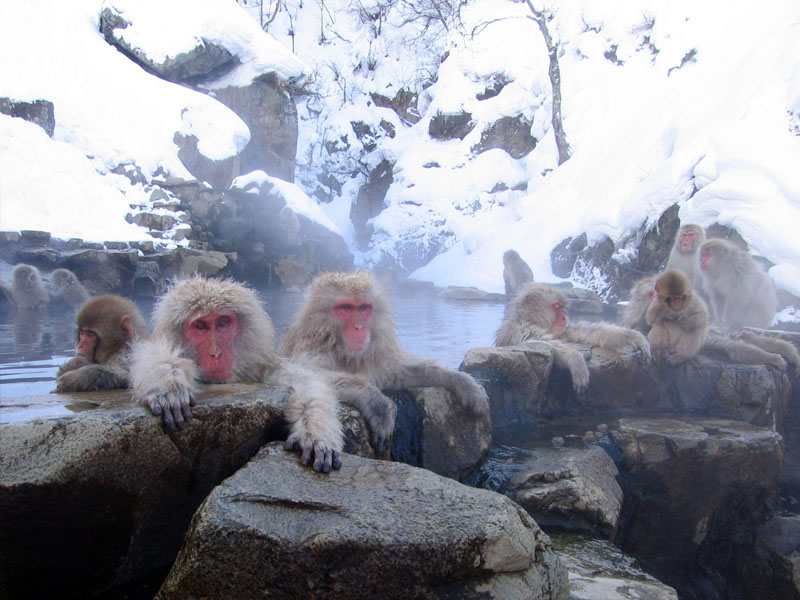
2019年「雪猿缶」 - 地獄谷野猿公苑の温泉と猿
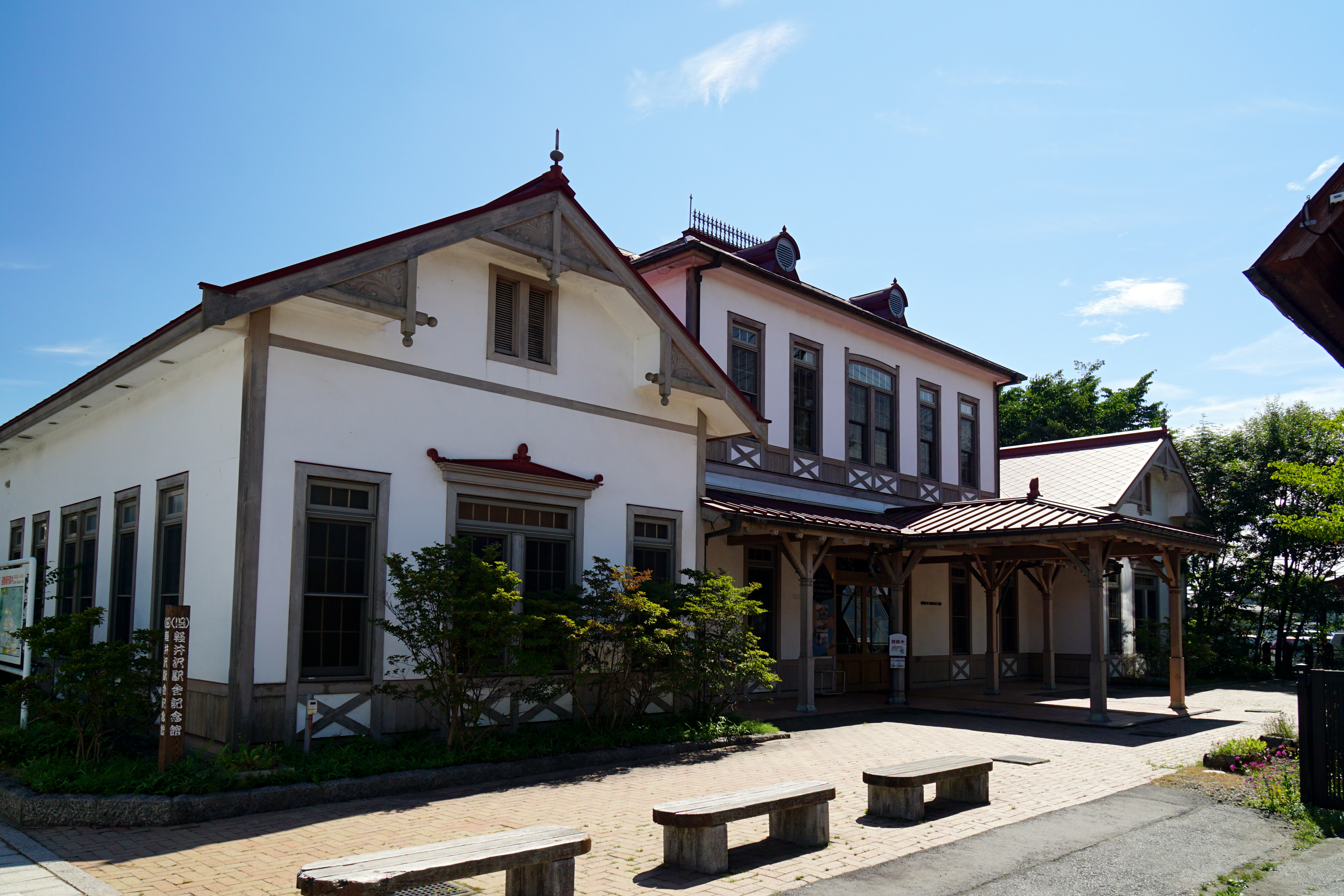
2020年「軽井沢缶」 - 軽井沢駅旧駅舎
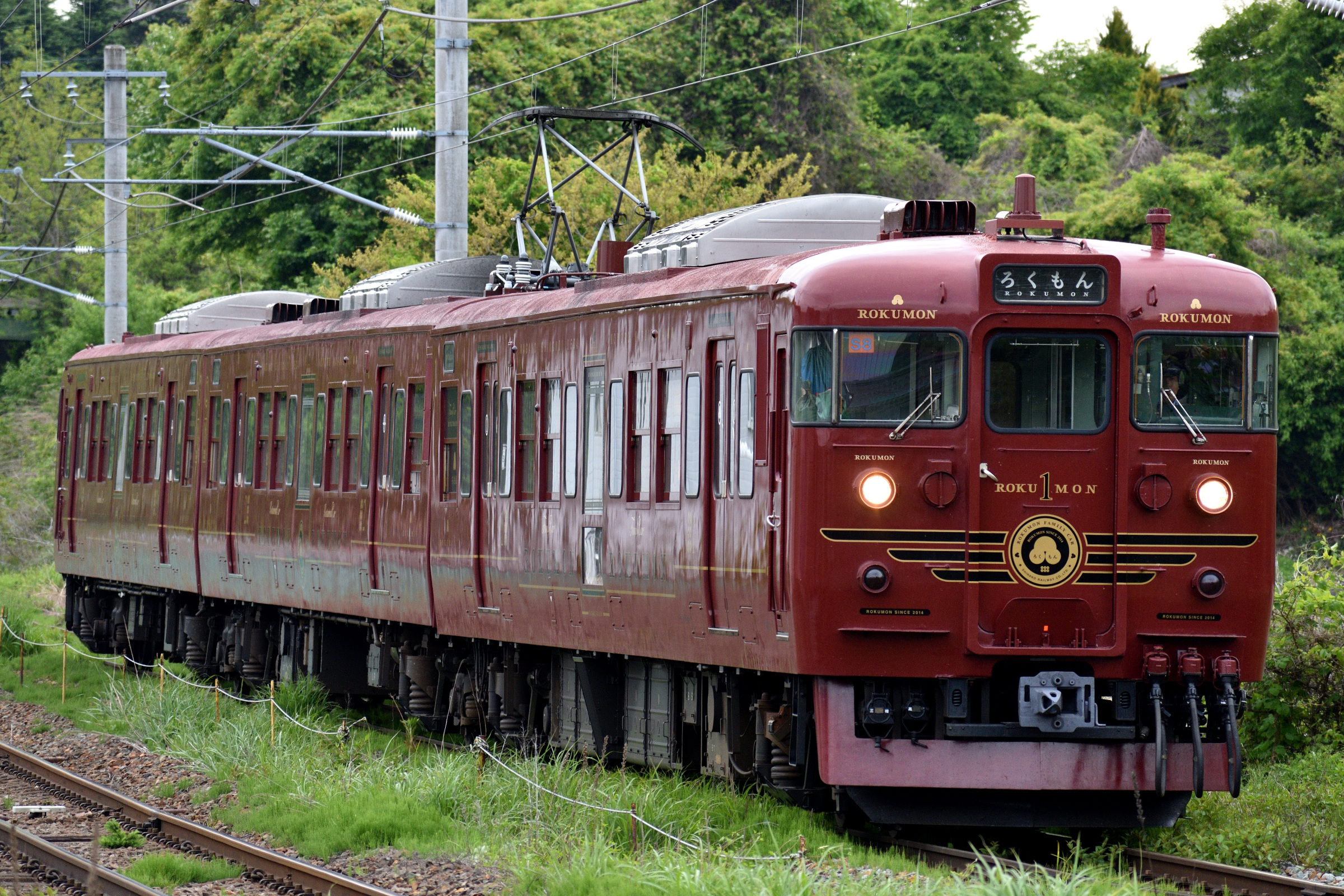
2020年「軽井沢缶」 - しなの鉄道115系ろくもん
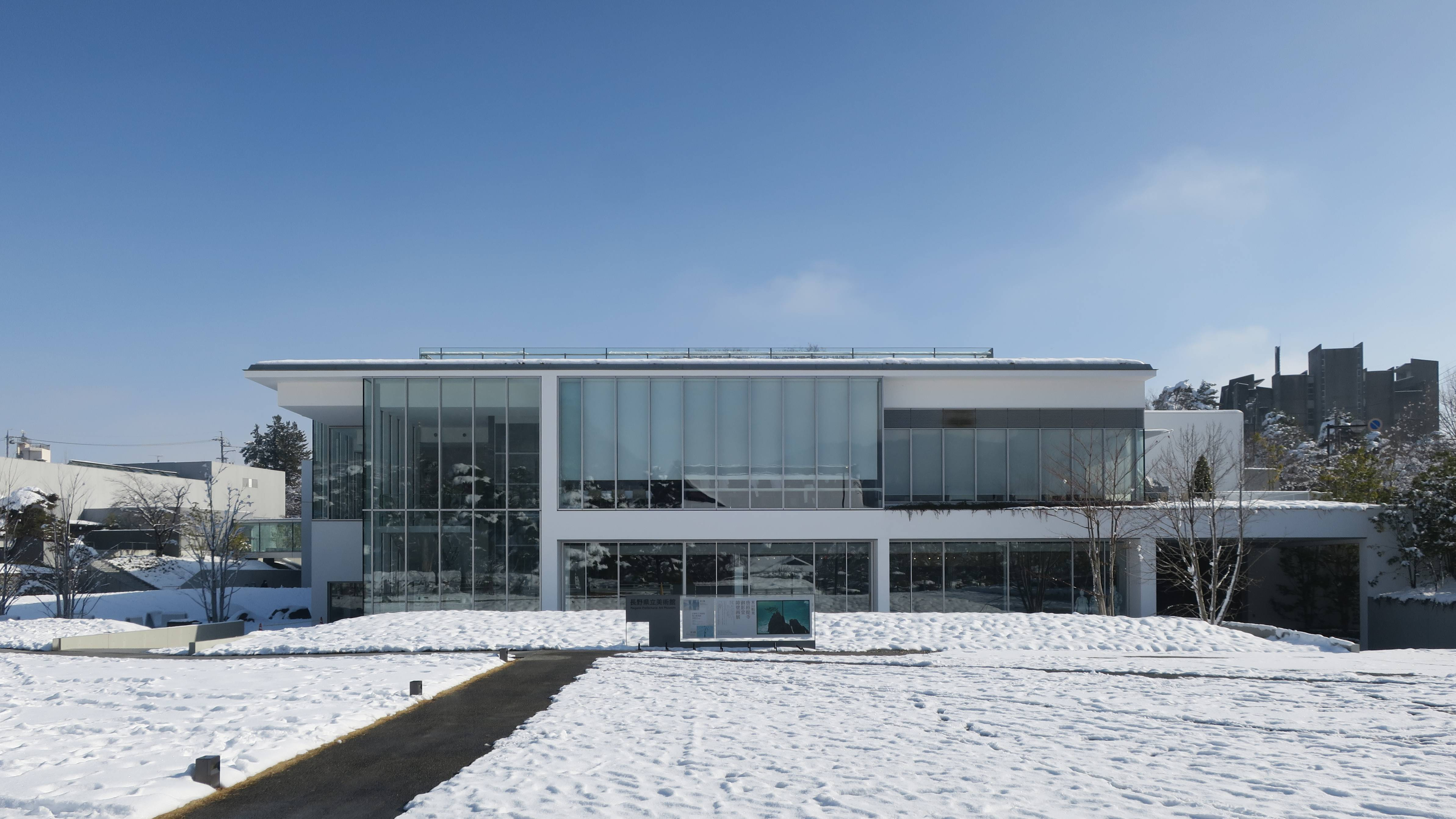
2021年「城山缶」 - 長野県立美術館
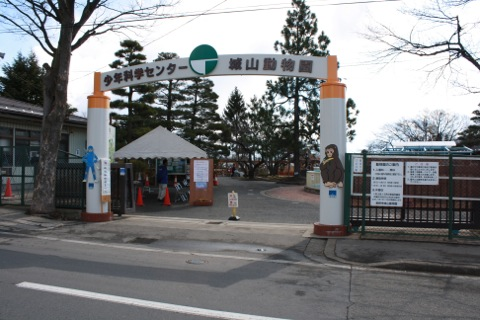
2021年「城山缶」 - 城山動物園
2023年「松本缶」 - 松本城
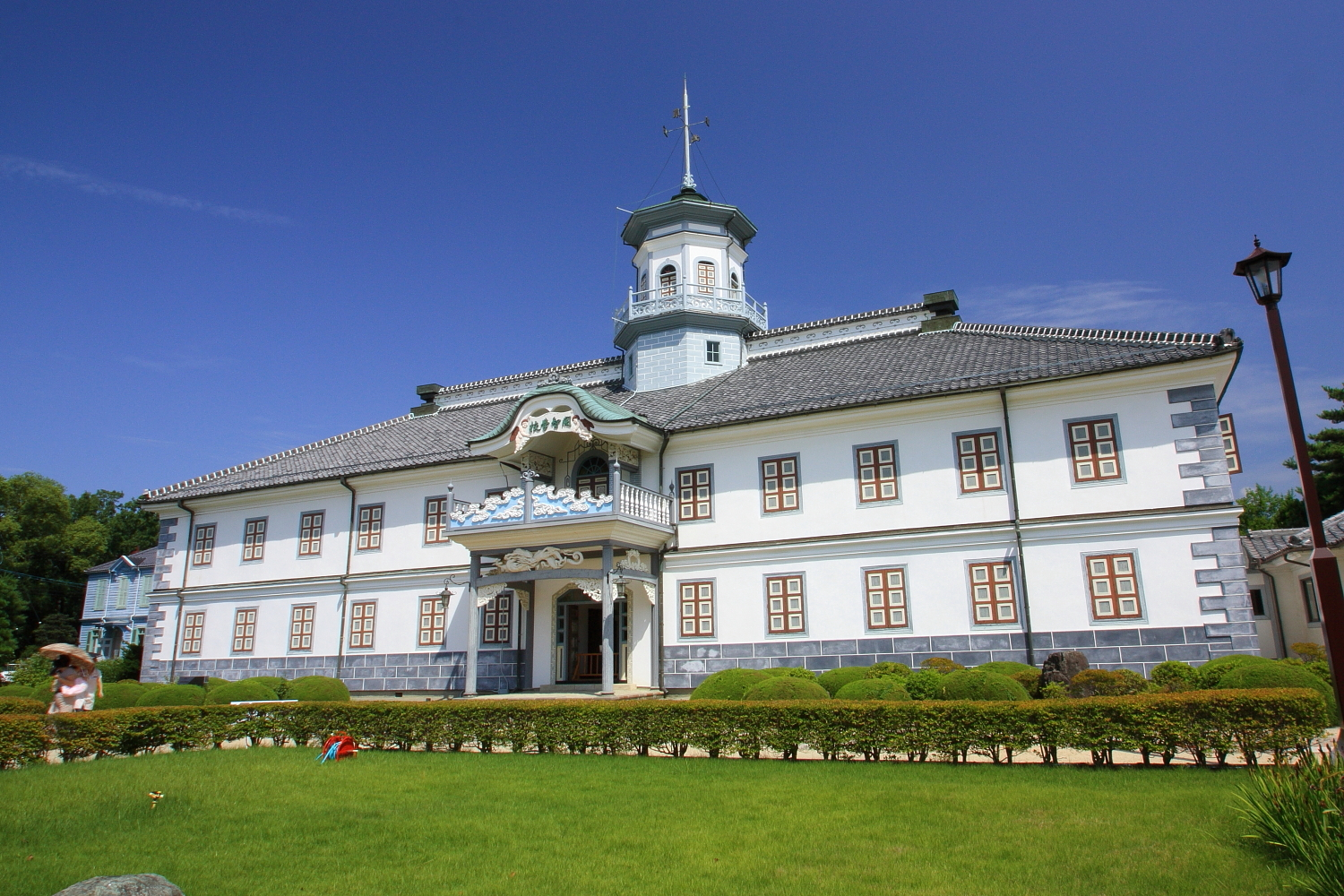
2023年「松本缶」 - 旧開智学校
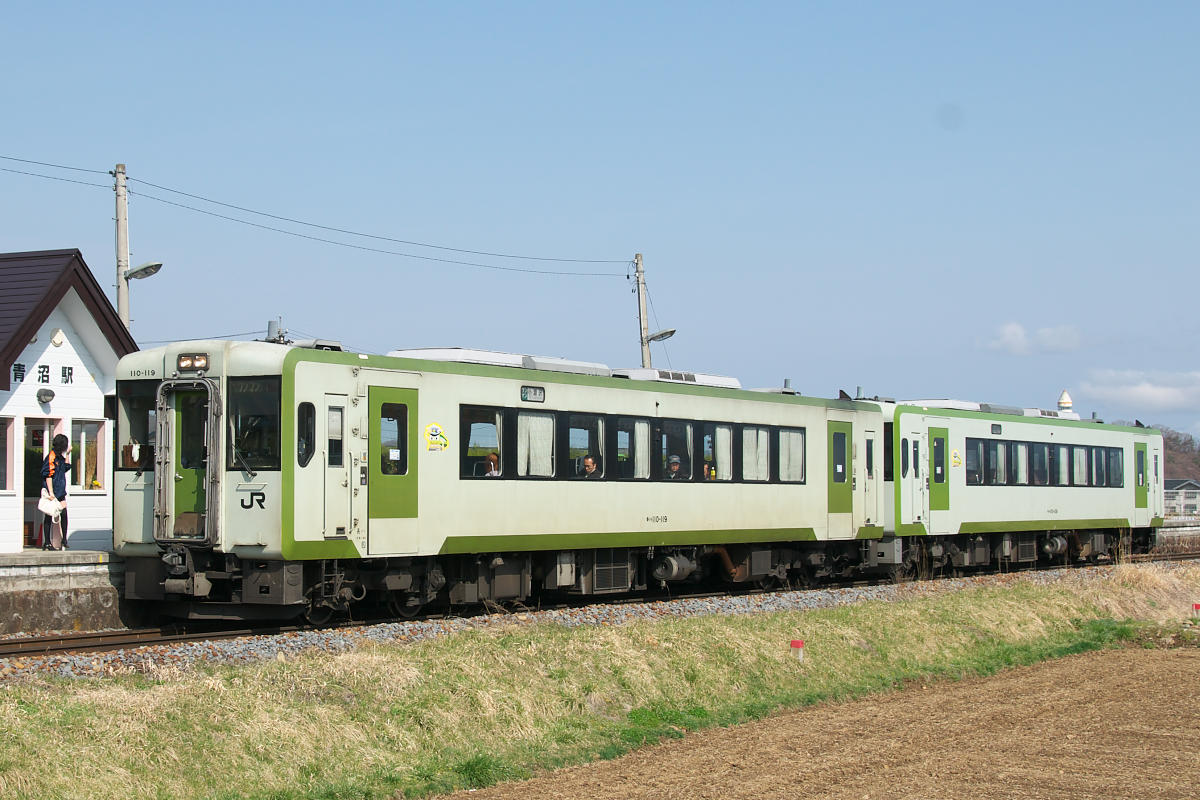
2025年「小海線缶」- 小海線キハ110系気動車

### 調味料等
- 七味炒め油
- 七味ぽん酢
- 七味胡麻辣油
- 七味唐からし入りオリーブオイル
- 山椒みそ
- 七味辛みそ
- BIRD EYE酢゛
- りんご果汁入り蜂蜜生姜
- りんご果汁入り蜂蜜柚子

### 菓子
「Kongen Sweets」のブランド名でスイーツ商品の展開を行う
- 七味マカロン - 七味原料各種のほか季節限定の味での販売
- 生姜糖
- 琥珀糖 - 春夏は紫蘇・柚子・山椒味、秋冬は蜜柑・檸檬・柚子味の販売
- SPICE CHOCOLATE - 七味原料各種のほか丸山珈琲コラボの珈琲味を販売
- スパイス・ジェラート

### グッズ
七味唐からしをモチーフにした各種グッズの開発にも力を入れており、過去にはオリジナルスノーボードを発売したこともある。
- プチ缶ストラップ - 実際に七味唐からしを入れられる携帯ストラップ
- 音楽缶 - 七味唐からしの缶を利用したMP3プレーヤー
- トートバッグ
- 唐辛子栽培缶
- 八幡屋礒五郎ハンドクリーム
- くるま缶mini

### コラボ商品
- カラムーチョチップス（八幡屋礒五郎唐からし味） - 2008年2月に 湖池屋が発売した「カラムーチョ」の期間限定品[6]
- 「JA 〜女子によるアグリカルチャー〜」×「根元 八幡屋礒五郎」七味唐からし - 長野県を舞台とした作品で協力の唐花見コウが長野県出身という縁から2013年にコラボレーションを行い、缶蓋にペット「諭吉」の顔と化粧箱にJAの描きおろしイラスト2点をあしらい化粧箱イラストと同デザインの缶カスタマイズステッカーが同封され2013年に2000個限定で販売[7]。
- みんなのテンホウ オリジナル七味唐からし（テンホウ ラーメン七味） - 2016年に長野県諏訪市のラーメン店チェーン「テンホウ」とのコラボレーションとして、通常の3倍の辛味の唐辛子「バードアイ」等を用いラーメンの味を生かす辛味と爽やかな香りを特徴として調合した商品[8]。
- 八幡屋礒五郎×アトリエ・ド・フロマージュ コラボレーション七味唐からし - 2016年に長野県東御市のチーズ工房「アトリエ・ド・フロマージュ」の併設レストラン「フォルマッジョ」の岩和幸総料理長が監修した、マイルドな辛みと爽やかな柑橘系の香りに調合された洋風七味唐からし[9]。
- 「ON」八幡屋礒五郎七味唐からし"進め！比奈ちゃん"缶 - テレビドラマ「ON 異常犯罪捜査官・藤堂比奈子」とのコラボレーションとして、長野県出身の主人公・比奈子の小物として同作に登場したことに因み2016年8月4日から期間限定で発売された「進め!比奈ちゃん」と缶蓋に書かれた七味唐からし[10]。
- 七味唐辛子入りなめ茸 - 2017年7月に丸善食品工業が発売した七味唐からし入りのなめ茸。[11]
- チップスター 和風七味だし味 - 2019年2月にヤマザキビスケットが発売したチップスターの期間限定品。
- 水樹奈々×八幡屋礒五郎『七味唐からし』 - 2019年5月5日開催の水樹奈々座長公演「水樹奈々大いに唄う 伍」の記念グッズとして、瓶に水樹のイメージカラーである青色と赤唐辛子を持った水樹のファンクラブマスコット「ナネット」や公演名をあしらったラベルを貼り、化粧箱に真田十勇士をモチーフとした座長公演衣装の水樹の写真やナネットのデザインをあしらった[12]。
- 「信州松本カリー」オリジナルガラムマサラ - 長野県松本市の「松本カリー推進委員会」加盟のカレー店3店舗と共同開発した唐辛子2種を含む8種のスパイスを配合したガラムマサラを、井上百貨店との協力で販売[13]。
- 八幡屋礒五郎 × 丸山珈琲　『コーヒーガラムマサラ』(コラボスパイス)を2019年8月26日より販売[14]。
- 八幡屋礒五郎×onちゃん缶入り七味 - 北海道テレビ放送（HTB）とのコラボレーションとして、缶蓋にHTBのマスコットキャラクター「onちゃん」をあしらった。当初は長野県内の百貨店での北海道物産展にて販売予定だったが、2019新型コロナウイルスに伴い物産展が中止となりHTBオンラインショップとグッズ取扱店での販売に振り替えられた[15]。
- MS RX-78-2 GUNDAM 七味唐辛子/MS-06S CHAR'S ZAKU 一味唐辛子（バードアイ） - 機動戦士ガンダムとのコラボレーションとして、RX-78-2ガンダムを缶に描いた七味唐からしとシャア専用ザクを缶に描いた一味唐からしを「GUNDAM Cafe」限定の「JAPAN FOOD COLLECTION」シリーズの一つとして販売[16]。
- 八幡屋礒五郎×NPO法人ながの動物福祉協会 オリジナルブレンド七味 - ながの動物福祉協会とのコラボレーションとして、同協会のクラウドファンディング特典品として製造されたマタタビ入りの七味唐からし。ピンク地に協会のロゴマークをあしらったラベルを貼った瓶とした[17]。

## テレビ番組
- 日経スペシャル カンブリア宮殿 善光寺のお膝元から全国展開！ 創業280年 老舗七味店のフレキシブル経営！（2018年7月12日、テレビ東京）[18]

## CM
テレビコマーシャル4種を放送しており、第43回ACC賞・第44回ACC地域ファイナリストなどを受賞している。

## スポーツ支援
地域のスポーツ支援にも積極的で、AC長野パルセイロレディースチームのユニフォームスポンサー、信濃グランセローズのオフィシャルスポンサーである。AC長野パルセイロアイスホッケーチームの運営もしており2011年（平成23年）から2015年（平成27年）には、子会社の八幡屋プロダクツが長野市桐原の空き倉庫を改装して「AC長野パルセイロアイスリンク」を運営、春〜秋はスケート場としてアイスホッケーチームやフィギュアスケート団体・冬季はAC長野パルセイロの室内練習場として利用することでオフシーズンの練習場所を確保できるようになっていた。

## 店舗
ここでは八幡屋礒五郎による直営店のみ記載する。
- 本店
  - 長野県長野市大門町83
  - 営業時間: 9:00〜18:30（年中無休）
  - JR・しなの鉄道・長野電鉄長野駅からアルピコ交通「善光寺大門」下車すぐ
- 横町カフェ
  - 長野県長野市横町86-1
  - 営業時間: 10:00〜17:00（年中無休・ラストオーダー16:30）
  - 本店裏手に位置する
- MIDORI長野店
  - 長野市南千歳1-22-6
  - 営業時間: 9:00〜20:00（営業時間・休店日はMIDORI長野に準拠）
  - 長野駅ビルMIDORI長野店 2階 信州おみやげ参道「ORAHO」エリア内
- 軽井沢店
  - 長野県北佐久郡軽井沢町軽井沢1178
  - 営業時間: 9:45〜19:00（営業時間・休店日はしなの屋に準拠）
  - 軽井沢駅3階「しなの屋KARUIZAWA」内

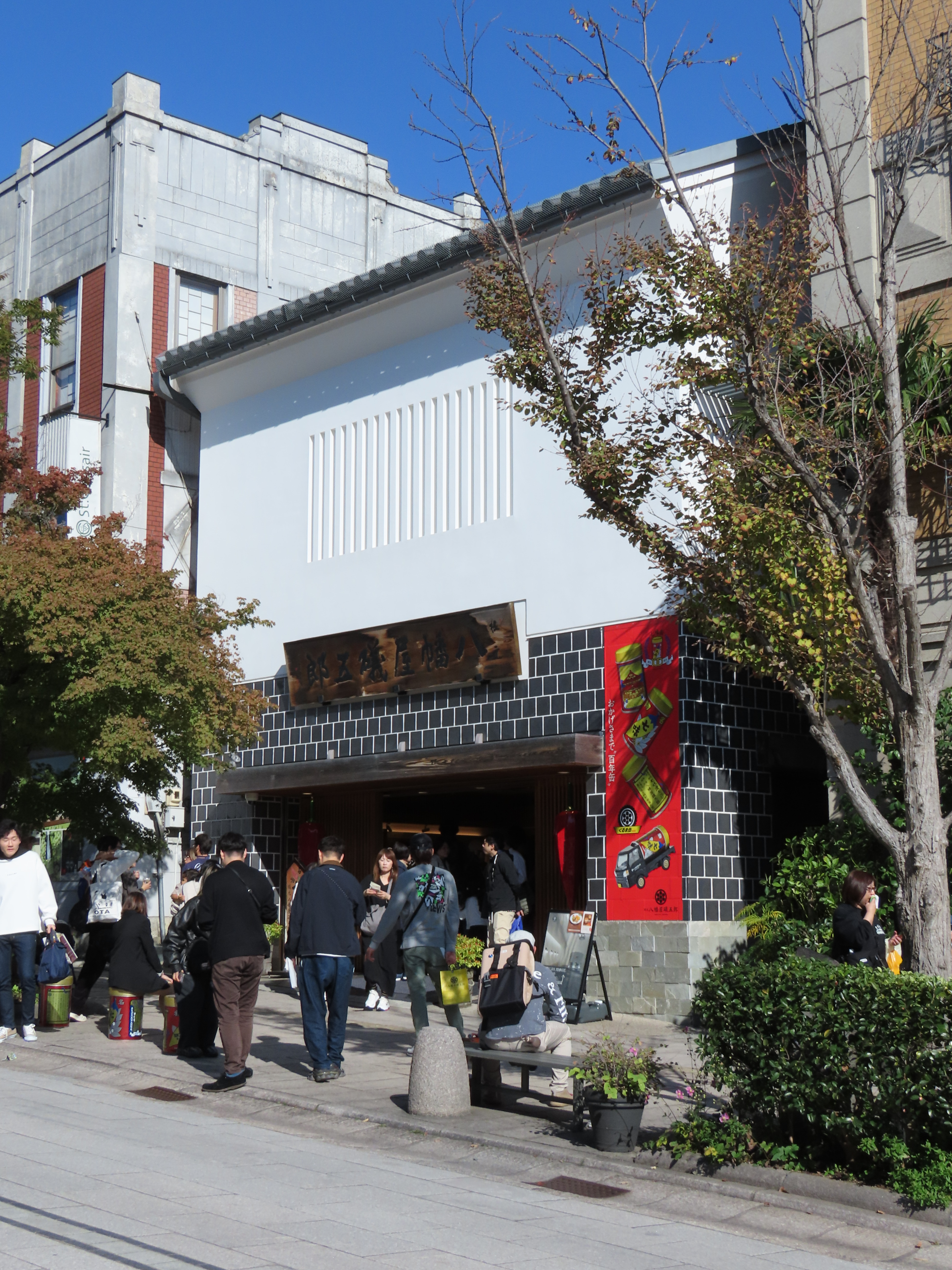
本店

## 事業所
- 本社・工場
  - 長野県長野市柳町102-1
- Development Center
  - 長野県長野市柳町83
- (有)八幡屋ファーム本社・農場
  - 長野県長野市上ヶ屋麓原2471-743
- AC長野パルセイロアイスリンク
  - 長野県長野市桐原二丁目1番（事務局は柳町本社内）